# Microvelia pilosa
Microvelia pilosa — вид клопів із родини Veliidae. Належить до підроду Picaultia Distant, 1913 в межах роду Microvelia і схожий на Microvelia japonica. Новий вид можна відрізнити від останнього за чорнувато-коричневим тілом і невеликими проколами на переднеспинці. Молекулярно-філогенетичний аналіз з використанням мітохондріального гена COI показав, що M. pilosa генетично відокремлений від деяких інших японських мікровелій і найбільш близький до M. japonica.

## Середовище проживання
Новий вид описано з префектури Аїті, Хонсю, Японія.